# Lureuil
Lureuil ist eine französische Gemeinde mit 274 Einwohnern (Stand: 1. Januar 2022) im Département Indre in der Region Centre-Val de Loire. Sie gehört zum Arrondissement Le Blanc und zum Kanton Le Blanc. 

## Lage
Die Gemeinde Lureuil liegt im Regionalen Naturpark Brenne an der Grenze zum Département Indre-et-Loire, etwa 45 Kilometer ostnordöstlich von Poitiers. Umgeben wird Lureuil von den Nachbargemeinden Martizay im Norden, Lingé im Osten, Douadic im Südosten, Pouligny-Saint-Pierre im Süden, Tournon-Saint-Martin im Westen sowie Bossay-sur-Claise im Nordwesten.

## Bevölkerungsentwicklung
| Jahr                       | 1962 | 1968 | 1975 | 1982 | 1990 | 1999 | 2006 | 2013 | 2020 |
| Einwohner                  | 336  | 302  | 222  | 215  | 281  | 287  | 275  | 267  | 263  |
| Quellen: Cassini und INSEE |      |      |      |      |      |      |      |      |      |

## Sehenswürdigkeiten
- Kirche Saint-Jean-Baptiste aus dem 19. Jahrhundert
- Schloss Pazereux
- Schloss La Brosse aus dem 19. Jahrhundert
- Wasserturm

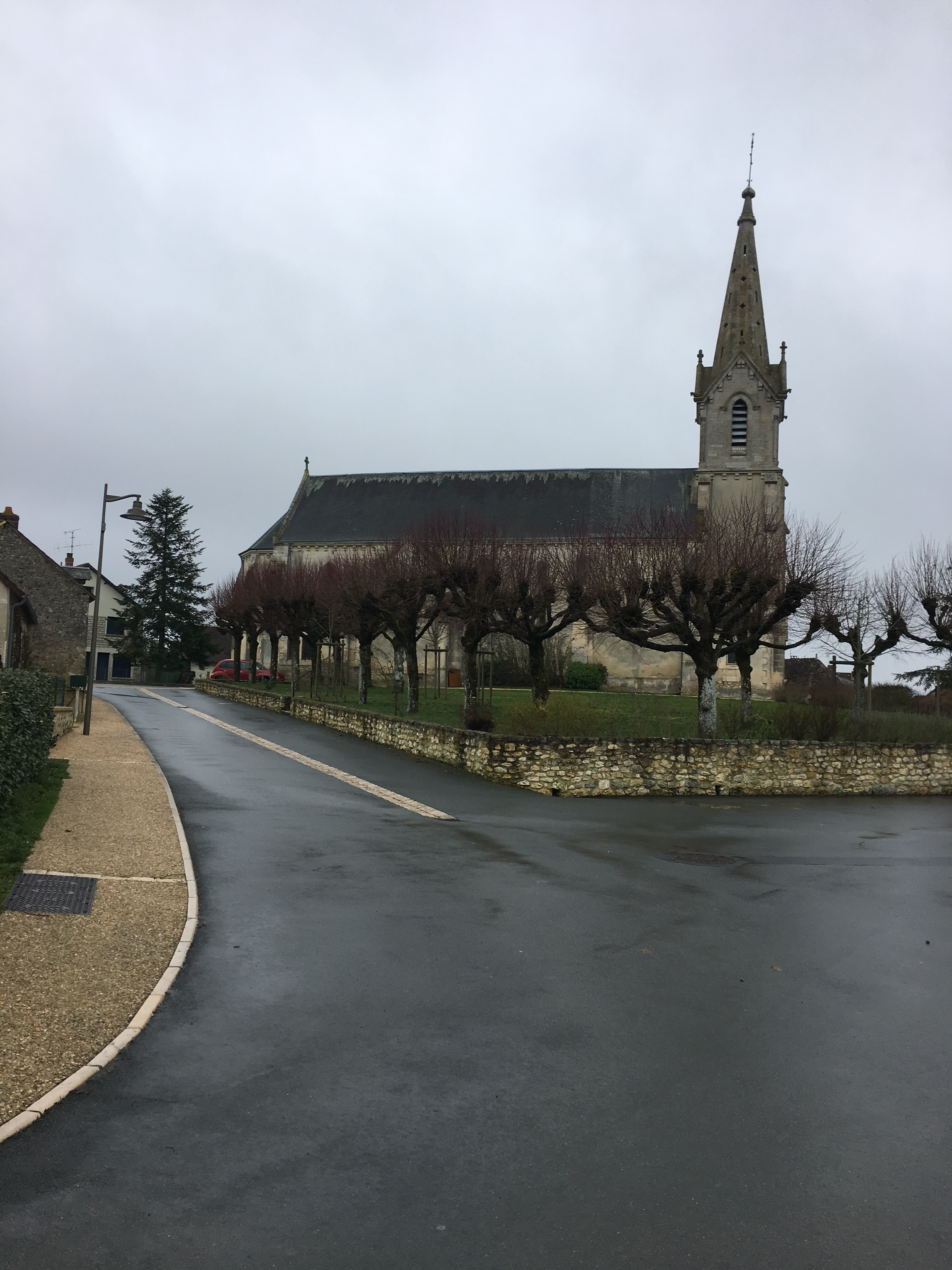
Kirche Saint-Jean-Baptiste
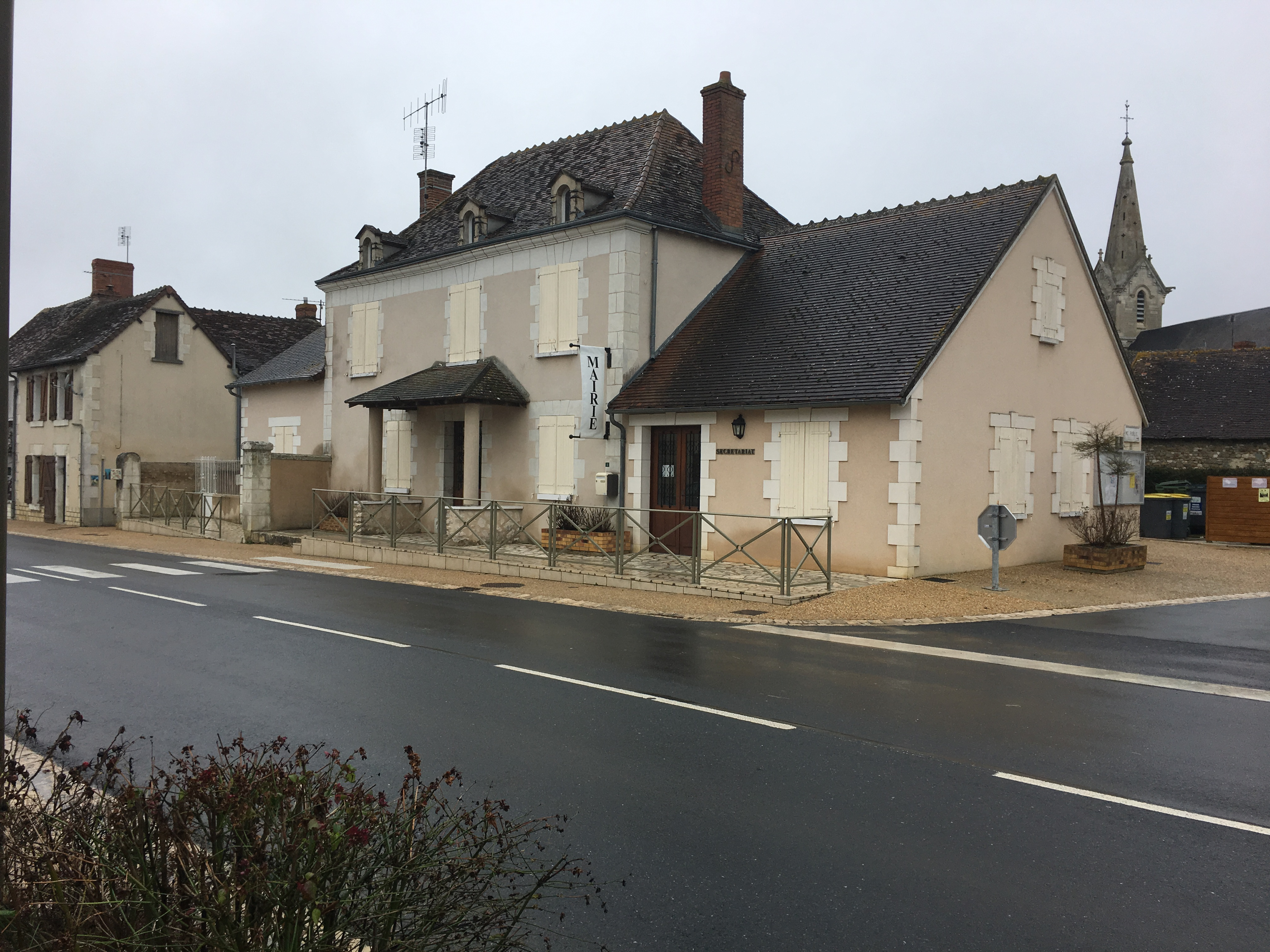
Rathaus (mairie)
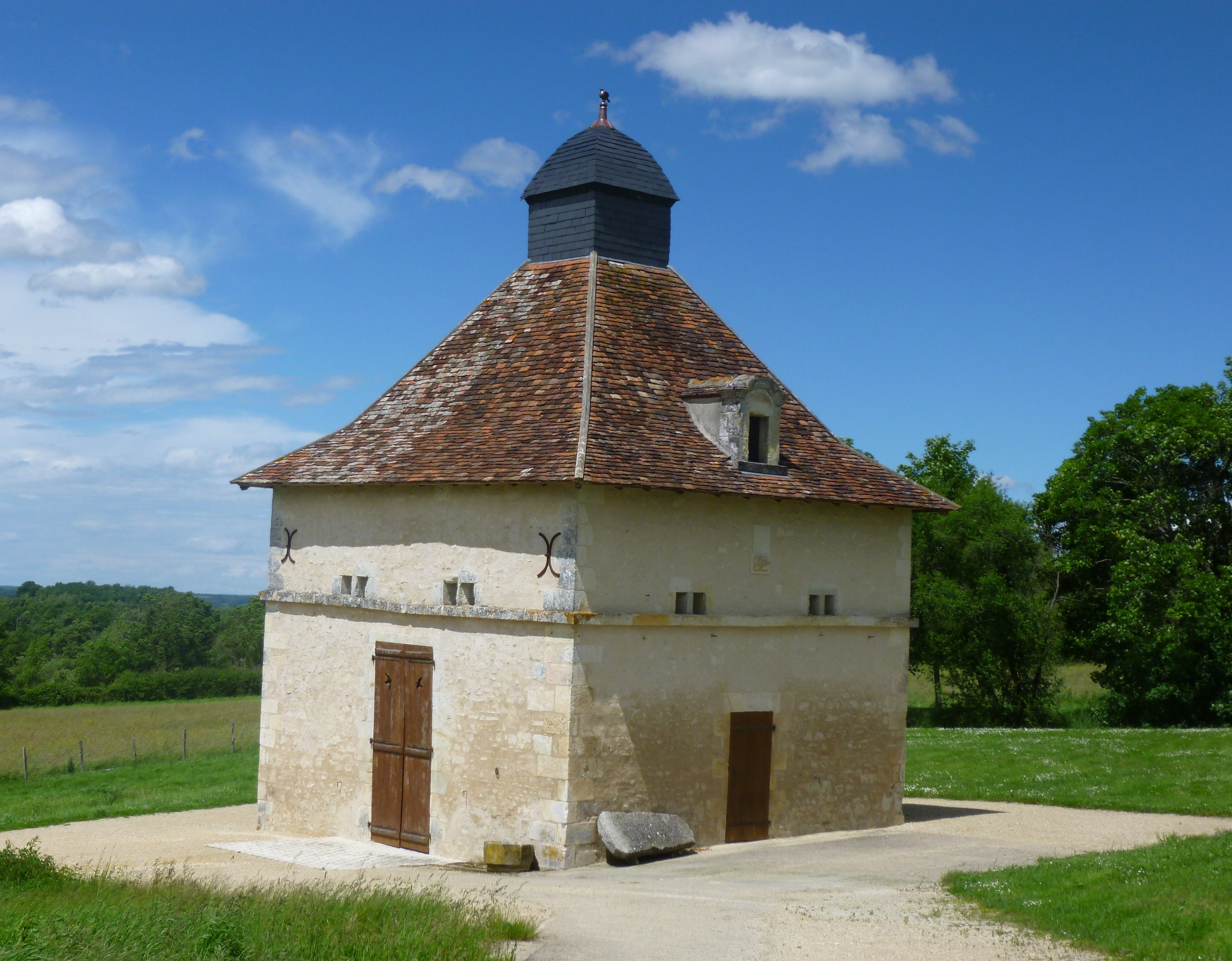
Taubenhaus